# Bettina Hoffmann (política)
Bettina Hoffmann (nascida em 18 de janeiro de 1960) é uma política alemã da Aliança 90/Os Verdes que actua como membro do Bundestag pelo estado de Hesse desde 2017.

## Carreira política
Hoffmann tornou-se membro do Bundestag nas eleições federais alemãs de 2017, representando o distrito de Schwalm-Eder. Desde então, ela tem servido no Comité de Meio Ambiente, Conservação da Natureza e Segurança Nuclear e no Conselho Consultivo Parlamentar sobre Desenvolvimento Sustentável.
Antes das eleições de 2017, Hoffmann foi eleita para liderar a campanha do seu partido no estado de Hesse, substituindo Daniela Wagner.